# 大洲市立平野中学校
大洲市立平野中学校（おおずしりつ ひらのちゅうがっこう）は、愛媛県大洲市にある公立中学校。
大洲市立平野小学校と隣接している。
現在、小中一貫教育を実施している。

## 沿革
- 1947年（昭和22年）4月15日 - 開校式　入学式
- 1948年（昭和23年）
  - 5月12日 - 校訓「敬愛・真実・勤勉」制定
  - 8月15日 - 校舎落成
- 1953年（昭和28年）10月5日 - 新校舎落成
- 1954年（昭和29年）9月1日 - 大洲市立平野中学校と改称
- 1958年（昭和33年）3月15日 - 創立10周年誌発行、校歌制定
- 1962年（昭和37年）
  - 8月22日 - 特別教室落成
  - 11月9日 - 完全給食開始
- 1975年（昭和50年）11月14日 - 学校安全優良校県表彰
- 1977年（昭和52年）11月28日 - 実習田「徳馬田」と命名
- 1978年（昭和53年）12月5日 - 優良PTA団体表彰（県P連研究大会）
- 1979年（昭和54年）3月10日 - 校訓碑除幕式
- 1983年（昭和58年）3月26日 - 新校舎敷地着工
- 1984年（昭和59年）
  - 1月31日 - 「地域に根ざした学校教育」優良校受賞
  - 3月20日 - 新校舎完成（3.24移転）
- 1985年（昭和60年）
  - 2月28日 - 屋内運動場完成
  - 3月8日 - 新校舎・屋内運動場落成式、祝賀会
- 1987年（昭和62年）11月26日 - 優良PTA団体表彰（県P連研究大会）
- 1990年（平成2年）11月22日 - 文部省指定道徳教育共同推進校研究発表会（小中協同）
- 1992年（平成4年）3月9日 - コンピュータ（22台）設置
- 1996年（平成8年）11月10日 - 開校50周年記念式典（記念誌「風かおる里」発行）
- 1997年（平成9年）10月26日 - 大洲市PTA研究大会会場校
- 1998年（平成10年）11月18日 - 愛媛県教育研究大会会場校
- 1999年（平成11年）
  - 3月6日 - 第二屋外運動場（テニスコート）落成
  - 10月26日 - 管内同和教育研究協議会会場校
- 2001年（平成13年）3月8日 - 校舎屋根修理完成
- 2002年（平成14年）3月31日 - インターホン取付工事完成
- 2004年（平成16年）1月7日 - コンピュータ設置（42台）
- 2005年（平成17年）3月30日 - 職員室エアコン設置
- 2007年（平成19年）3月19日 - 金銭知識普及功労知事賞表彰受賞
- 2009年（平成21年）
  - 3月26日 - 金銭知識普及功労者表彰（金融庁）
  - 8月20日 - コンピュータ入替(42台)
  - 10月18日 - 県統計グラフコンクール学校賞受賞（以後７年連続受賞）
  - 10月25日 - 大洲市PTA研究大会会場校
- 2010年（平成22年）10月11日 - 優良PTA団体表彰(県P連研究大会)
- 2012年（平成24年）11月22日 - 優良PTA文部科学大臣表彰受賞
- 2015年（平成27年）12月25日 - 自転車ヘルメット校則改定
- 2017年（平成29年）
  - 4月1日 - 小中一貫教育開始、地域学校協働活動による地域コーディネーターの雇用
  - 10月14日 - 大洲市PTA研究大会会場校
- 2020年（令和2年）4月1日 - 一部教室を除きエアコン完備（予定）

## 周辺
- 大洲市立平野小学校
- 大洲市立平野幼稚園
- 大洲市平野連絡所
- 大洲市平野公民館
- 大洲平野郵便局
- 愛媛県道234号大洲保内線
- 久米川

## アクセス
- JR予讃線 伊予平野駅から北へ200m
- 宇和島バス 平野にて下車
- 伊予鉄南予バス 平野にて下車

## 主な出身者
- 宇都宮恵理 - 日本郵政グループ女子陸上部
- 武内陶子 - フリーアナウンサー、元NHKアナウンサー[2][3]

## 公式サイト
- 大洲市立平野中学校